# Космография
Космогра́фия (др.-греч. κοσμογραφία, лат. cosmographia — мироописание, описание вселенной от др.-греч. κόσμος — мир, вселенная и γράφω — пишу) — научная и учебная дисциплина, изучающая устройство Вселенной в целом. Существовала до начала XX века.

## Термин
Термин «космография» ввёл Клавдий Птолемей (II век). Под космографией в смысле науки понимали дисциплину, охватывавшую предметные области астрономии и наук о Земле. В процессе специализации науки космография разделилась на ряд научных дисциплин, перестала быть самостоятельной наукой и стала учебной дисциплиной в институтских курсах.
В узком смысле космографией может называться описание и картографирование небесной сферы и небесных тел (описательная астрономия).
Другой узкий смысл термина существовал до XVII века: космографией называли географию, в особенности описательную географию в тесной связи с картографией, в частности, описание стран и народов.
В более широком смысле и сейчас космографией называется традиционная (фольклорная, мифологическая, религиозная) или художественная (например, научно-фантастическая) картина мира. В этом случае синонимом термина может быть термин «космология».

## Средневековая Западная Европа
Средневековая космография охватывала предметные области геологии, географии и астрономии. Работы космографов содержали исторические сведения и наблюдения над культурой и нравами описываемых народов. При этом космография изучала отношения человека и окружающего мира. Местности земли делились на «приносящие болезнь» и «приносящие исцеление». Космография включала в себя и астрологию, стремясь объяснить возможные положительные и отрицательные следствия человеческой природы с помощью констелляций светил.

## Раннее Новое время
Известные космографы раннего Нового времени (Меркатор и др.) развивали космографию как дисциплину, близкую современным наукам: географии, геодезии, картографии, астрономии. Первые глобусы и картографические изображения вновь открытых частей света восходят к этому времени (после 1500 г.). Некоторые из космографов раннего XVI века должны были защищать свои работы от обвинений в ереси со стороны католической инквизиции.

### Пиренейский полуостров
Накопление космографических знаний на юго-западе Европы приобрело большое значение начиная с конца Средних веков. На полуострове существовали колонии итальянских купеческих республик (прежде всего Генуи). Здесь предпринимали первые попытки наладить морское сообщение по Атлантике с портами Фландрии. Христианские королевства полуострова организовали картографирование новооткрытых областей: Португалия (Генрих Мореплаватель и школа Сагрес), королевство Арагон (картография острова Майорка), Кастилия (открытие Америки).
В XVI веке в Испании термин «космография» обозначал образовательную программу школы, созданной Королевской торговой палатой Индий (Real Casa de Contratación de Indias). Эта программа включала в себя все учебные дисциплины, связанные с трансатлантическим мореплаванием. В число обязательных входили математическая подготовка и изучение астрономии.

## Россия
В Древней Руси были распространены в основном переводные космографические тексты. Не позднее XIV века стала известна «Христианская топография» Козьмы Индикоплова. В XVI веке были переведены «География» Помпония Мела и «Космография» Марцина Бельского. В XVII веке были известны переводы «Космографии» Ортелиуса, текста «Атлас» Герарда Меркатора (без географической карты, под названием «Космография», 1637), компилятивная «Космография» на основании Меркатора и Бельского (между 1665 и 1670), «География» Яна Ботера (Джованни Ботеро, 1680-е годы) и «География» Луки де Линда (конец XVII века).
В Российской империи XIX — начала XX века космографией назывался учебный предмет, который преподавался в средних учебных заведениях и содержал краткие сведения по астрономии, геодезии, физической географии и метеорологии.

## Космографы и работы по космографии
- Козьма Индикоплов. «Христианская топография» (VI век).
- Равеннский Аноним. «Космография» (конец VII века).
- Закария ибн Мухаммед Казвини. «Космография» («Чудеса сотворённого и диковинки существующего», в двух книгах, 1263)
- Леонардо да Винчи
- Мартин Бехайм
- Иоганна Блеу. «Космография».
- Петер Апиан (Биневиц). «Космография».
- Николай Германус. «География (Птолемей)», (1466).
- Вавжинец Корвин. «Космография» (без обозначения года; вероятно, Базель, 1496).
- Мартин Вальдземюллер. «Введение в космографию» (1507)
- Себастьян Франк. «Космография» (1533)
- Себастиан Мюнстер. «Всеобщая космография» (1544) — 26 карт: довольно точные карты Кубы и других новооткрытых земель, сопровождавшихся рассказом о первой встрече моряков Колумба с «дикарями», а в число почти 500 гравюр входили изображения жителей Нового Света
- «Чешская космография» (1554)
- Герхард Меркатор
- Винченцо Мария Коронелли
- Александр фон Гумбольдт
- Аббас-Кули-ага Бакиханов. «Тайны царства небесного» (1839—1840)
- Пьер Лафит. «Лекции по космографии» (1853).

### Издания источников
- Книга, глаголемая Козмография, сложена от древних философов, переведена с римского языка // Временник Общества изучения древностей российских. — М., 1853. — Кн. 16. — Смесь. — С. 1 — 14.
- (Космография Ортелиуса) // Попова Н. Изборник славянских и русских сочинений и статей, внесенных в Хронографы русской редакции. — М., 1869. — С. 459—507.
- Космография 1670 г. — СПб., 1878—1881.
- Ширакаци, Анания. Космография. — Ереван: Изд-во АН Армянской ССР, 1962.

### Российское образование
- Учебники
  - Краевич К. Д. Начала космографии. — СПб., 1898.
  - Малинин А., Буренин К. Руководство космографии и физической географии для гимназий и реальных училищ. — Изд. 7-е. — М., 1877.
  - Савич. Математическая география и первые начала космографии. — СПб., 1850.
  - Шарнгорст. Введение в астрономию. — 2-е изд. — СПб., 1892.
- Методические материалы
  - Общая программа и инструкция для преподавания учебных предметов в кадетских корпусах, утверждённая управляющим Военным министерством в мае 1898 г. — VIII: Космография.
  - Программа космографии для VII дополнительного педагогического класса епархиальных женских училищ. — Пг., 1915.
  - Сборник докладов к съезду преподавателей физики, химии и космографии. — СПб., 1914.
  - Труды Первого всероссийского съезда преподавателей физики, химии и космографии. — Пг., 1916.
  - Труды Всероссийского экстренного совещания преподавателей математики, физики и космографии, М., 1917.

### Исследования
- Западная Европа
  - Подосинов В. А. Северо-Восточная Европа в «Космографии» Равеннского Анонима // Восточная Европа в исторической перспективе. К 80-летию В. Т. Пашуто. — М. 1999.
- Россия
  - Белоброва О. А. Космография Архивная копия от 6 октября 2007 на Wayback Machine // Словарь книжников. — Вып. 2. Ч. 1. — С. 493—494.
  - 8 Глускина С. М. Космография 1637 года как русская переработка текста «Атласа» Меркатора // Географический сборник. — М.; Л., 1954. — Кн. 3. — С. 79 — 99.
  - Космография, относящаяся к началу второй половины XVII столетия / Перевод с иностранного монаха Епифания Славинецкого; Сообщено Н. Абрамовым / Известия Императорского географического общества. — СПб., 1866. — Т. 2. — № 3. — С. 96 — 97.
  - Лебедев Д. М. География в России XVII в. — М.; Л., 1949. — С. 208—219.
  - Попов А. Обзор Хронографов русской редакции. — М., 1869. — Вып. 2. — С. 189—193.
  - Райков Б. Е. Очерки по истории гелиоцентрического мировоззрения в России. — М.; Л., 1947.-С. 121—132.
  - Райнов Т. Наука в России XI—XVII вв. — М.; Л., 1940. — С. 372—431.
  - Соболевский А. И. Переводная литература Московской Руси XIV—XVII вв. — М., 1903. — С. 41, 53, 56, 58, 59, 64 — 65, 221.